# Gaspare Spontini

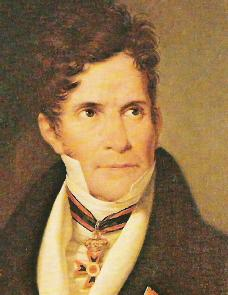
Gaspare Spontini

Gaspare Luigi Pacifico Spontini (14 de novembro de 1774 – 24 de janeiro de 1851)  foi um compositor de ópera e maestro italiano.
Nascido em Maiolati na província de Ancona, agora Maiolati Spontini, passou a maior parte da sua carreira em Paris e Berlim, mas retornou ao local de nascimento no final da vida. Durante as primeiras duas décadas do século XIX, Spontini foi figura importante na ópera francesa.
Na juventude, estudou no Conservatorio della Pietà de' Turchini em Nápoles.
Em 1807, escreveu La vestale, o seu trabalho mais conhecido. Escrito por incentivo da Imperatriz Joséphine, teve a sua estreia na Ópera de Paris. Admirado pelos seus contemporâneos Luigi Cherubini e Giacomo Meyerbeer e, mais tarde, por Hector Berlioz e Richard Wagner.

## Obras
- Li puntigli delle donne, ópera buffa, Roma, Pallacorda di Firenze, carnaval de 1796
- Adelina Senese o sia l'Amore secreto, ópera buffa, Veneza, Teatro San Samuele, 10 de outubro de 1797
- Il finto pittore, ópera buffa, Roma (?), 1797/1798; Palermo, Teatro Santa Cecilia, 1800
- L'eroismo ridicolo, ópera buffa, Nápoles, Teatro Nuovo sopra Toledo, carnaval de 1798
- Teseo riconosciuto, ópera, Florença, Regio Teatro degli Intrepidi, 22 de maio de 1798
- La finta filosofa, ópera buffa, Nápoles, Teatro Nuovo sopra Toledo, 1 de julho de 1799
- La fuga in Maschera, ópera buffa, Nápoles, Teatro Nuovo sopra Toledo, carnaval de 1800
- I quadri parlanti, ópera buffa, Palermo, Teatro Santa Cecilia, 1800
- Gli Elisi delusi, ópera buffa, Palermo, Teatro Santa Cecilia, 28 de agosto de 1800
- Gli amanti in cimento, ópera buffa, Roma, Teatro Valle, 3 de novembro de 1801
- Le metamorfosi di Pasquale, ópera buffa, Veneza, Teatro Giustiniani in San Moisè, carnaval de 1802
- La Petite maison, opéra-comique, París, Théâtre Feydeau, 12 de maio de 1804
- Milton, opéra-comique em um ato, libretto de Victor-Joseph-Étienne de Jouy e Armand-Michel Dieulafoy, París, Théâtre Feydeau, 27 de novembro de 1804
- Julie ou le Pot de fleurs, opéra-comique, París, Théâtre Feydeau, 12 de março de 1805
- La Vestale, tragédia lírica em 3 actos, libretto de Victor-Joseph-Étienne de Jouy, París, Òpera, 15 de dezembro de 1807
- Fernand Cortez ou la conquête du Mexique, ópera em 3 actos, libretto de Victor-Joseph-Étienne de Jouy e Joseph-Alphonse Esménard, París, Òpera, 28 de novembro de 1809; segunda versão, París, Òpera, 28 de maio de 1817; terceira versão em alemão como Fernand Cortez ou Die Eroberung von Mexiko, Berlim, Königliches Opernhaus, 6 de abril de 1824; quarta versão, Berlim, Königliches Opernhaus, 26 de fevereiro de 1832
- Pélage ou le Roi de la Paix, ópera, París, Opéra, 23 de agosto de 1814
- Les Deux rivaux, òpera, (com Henri-Montan Berton, Rodolphe Kreutzer, e Louis-Luc Loiseau de Persuis), París, Òpera, 21 de junho de 1816
- Olympie, òpera, París, Òpera, 22 de dezembro de 1819; segunda versão em alemão como Olimpia, Berlim, Königliches Opernhaus, 14 de maio de 1821; terceira versão novamente em francês como Olympie, París, Òpera, 28 de fevereiro de 1826
- Lalla Rookh, festspiel, Berlim, Stadtschloss, 27 de janeiro de 1821
- Nurmahl oder Das Rosenfest von Kaschmir, ópera, Berlim, Königliches Opernhaus, 27 de maio de 1822
- Alcidor, ópera em 3 actos, libretto de Guillaume M. Théaulon de Lambert, Berlim, Königliches Opernhaus, 23 de maio de 1825
- Agnes von Hohenstaufen, ópera em 3 actos, libretto d'Ernst Raupach, Berlim, Königliches Opernhaus, 12 de junho de 1829